# دانيال نيومان
دانيال نيومان (بالإنجليزية: Daniel Newman)‏ هو منتج أفلام وممثل بريطاني، ولد في 12 مايو 1976 بيورك في المملكة المتحدة.

## أعمال

### أفلام
- (1992) دراكولا[4][5]
- (2013) غاتسبي العظيم

## وصلات خارجية
- دانيال نيومان على موقع IMDb (الإنجليزية)
- دانيال نيومان على موقع ألو سيني (الفرنسية)
- دانيال نيومان على موقع أول موفي (الإنجليزية)
- دانيال نيومان على موقع قاعدة بيانات الفيلم (الإنجليزية)
- دانيال نيومان على موقع كينوبويسك (الروسية)